# NCSM Harry DeWolf (NPEA 430)
Le NCSM Harry DeWolf (NPEA 430) est un navire de patrouille extra-côtier et de l'Arctique. Le premier de sa classe. Il a été livré pour les essais d'acceptation le 31 juillet 2020 à la Marine royale canadienne. La mise en service a eu lieu le 26 juin 2021 et il a quitté pour son voyage inaugural le 3 août 2021. Son port d'attache est la base d'Halifax, en Nouvelle-Écosse. Le navire est le premier du nom, nommé d'après le vice-amiral Harry DeWolf. La classe "Harry DeWolf" sera constituée de six navires résistant aux glaces dans le but de permettre une surveillance armée des eaux du Canada, y compris de l'Arctique.

## Déploiement opérationnel
Sa première mission arctique est interrompue en aout 2022 par une panne mécanique.